# Milan Mučibabić
Milan Mučibabić, (Nevesinje, 1922. – Sarajevo, 1985.) bio je
književnik i novinar. Nakon završene Građanske škole, zaposlio se u Željezari Zenica, a odmah po izbijanju Drugog svjetskog rata je kao pripadnik SKOJa već od 1941. sudjelovao u obrani zemlje. Poslije rata je radio kao omladinski aktivist a zatim kao novinar u redakciji “Oslobođenja”, gdje ostaje sve do privremenog umirovljenja 1969., kada se u potpunosti posvećuje književnom radu. Kao novinar je bio zanimljiv i po svojim reportažama o selu, poljoprivredi, te raznim zapisima o događajima i ljudima iz vremena NOB-a i poslijeratnog perioda.
Nosilac je brojnih novinarskih i književnh nagrada, a također i visokog društvenog priznanja Šestoaprilske nagrade grada Sarajeva, koju je dobio za svoj književni rad.
Objavio je niz knjiga, među kojima je najzapaženija trilogija "Kamen i pepeo", za koju je dobio i veliko priznanje za najbolji roman ratne tematike. Time je praktično i zaokružen ciklus romana i literature na temu Drugog svjetskog rata.
Umro je 1985. godine u Sarajevu, gdje je i pokopan.

## Djela
- S onu stranu rovova (1958.)
- Međaši (1964.)
- Povijest o našoj mladosti (1967.)
- Kameno more (1970.)
- Bezdanica (1973.)
- Romanija koja živi (1974.)
- Boje ocvalog ljeta (1975.)
- Vremenom nepokoreni (1978.)
- Kamen i pepeo I i II (1982.)
- Kad se djeca nisu igrala rata (1984.)
- Kamen i pepeo III (1984.)
- Na kraju tamnih dubokih šuma (1990.)